# Gouvernement Boumédiène III
République algérienne
Boumédiène II Boumédiène IV
Le gouvernement Boumédiène III est un gouvernement décrété par le Conseil de la Révolution - du 21 juillet 1970 au 23 avril 1977.

## Composition
| Fonction                                                             | Titulaire | Titulaire | Parti |
| -------------------------------------------------------------------- | --------- | --- | ----- |
| Chef du gouvernement, ministre de la Défense nationale               |           | Houari Boumediène | FLN   |
| Ministre d'État                                                      |           | Chérif Belkacem le ministère d'État est supprimé le 16 juillet 1975                                                                           | FLN   |
| Ministre d'État chargé des Transports                                |           | Rabah Bitat | FLN   |
| Ministre des Affaires étrangères                                     |           | Abdelaziz Bouteflika | FLN   |
| Ministre de l'Intérieur                                              |           | Ahmed Medeghri à la suite du décès d'Ahmed Medeghri le 10 décembre 1974, il est remplacé par Mohamed Ben Ahmed Abdelghani le 20 décembre 1974 | FLN   |
| Ministre de l'Agriculture et de la Réforme agraire                   |           | Mohamed Tayebi Larbi | FLN   |
| Ministre de la Justice, garde des sceaux                             |           | Boualem Benhamouda remplacé en 1977 par Abdelmalek Benhabyles                                                                                 | FLN   |
| Ministre des Enseignements primaires et secondaires                  |           | Abdelkrim Benmahmoud | FLN   |
| Ministre de l'Enseignement supérieur et de la Recherche scientifique |           | Mohamed Seddik Ben Yahia | FLN   |
| Ministre de la Santé publique                                        |           | Omar Boudjellab | FLN   |
| Ministre des Travaux publics et de la Construction                   |           | Abdelkader Zaïbek | FLN   |
| Ministre de l'Information et de la Culture                           |           | Ahmed Taleb Ibrahimi | FLN   |
| Ministre de l'Industrie et de l'Énergie                              |           | Belaïd Abdeslam | FLN   |
| Ministre de l'Enseignement originel et des Affaires religieuses      |           | Mouloud Kacem Naît Belkacem | FLN   |
| Ministre du Tourisme                                                 |           | Abdelaziz Maoui | FLN   |
| Ministre du Travail et des Affaires sociales                         |           | Mohamed Saïd Mazouzi | FLN   |
| Ministre du Commerce                                                 |           | Layachi Yaker | FLN   |
| Ministre des Finances                                                |           | Smaïn Mahroug remplacé par Abdelmalek Temmam le 14 février 1976                                                                               | FLN   |
| Ministre des Anciens Moudjahidine                                    |           | Mahmoud Guennez | FLN   |
| Ministre des Postes et Télécommunications                            |           | Mohamed Kadi à la suite de son décès, remplacé par Saïd Aït Messaoudène le 18 décembre 1972                                                   | FLN   |
| Ministre de la Jeunesse et des Sports                                |           | Abdallah Fadel | FLN   |
| Secrétaires d'État                                                   |           | |       |
| Secrétaire d'État au Plan                                            |           | Kemal Abdallah-Khodja | FLN   |
| Secrétaire d'État à l'Hydraulique                                    |           | Abdellah Arbaoui | FLN   |